# Parque de las Delicias
Parque de las Delicias är en park i Spanien.   Den ligger i provinsen Provincia de Zaragoza och regionen Aragonien, i den nordöstra delen av landet, 270 km nordost om huvudstaden Madrid. Parque de las Delicias ligger 227 meter över havet.
Terrängen runt Parque de las Delicias är huvudsakligen platt, men norrut är den kuperad. Runt Parque de las Delicias är det tätbefolkat, med 550 invånare per kvadratkilometer. Närmaste större samhälle är Zaragoza, 2,9 km öster om Parque de las Delicias. Omgivningarna runt Parque de las Delicias är i huvudsak ett öppet busklandskap.